# Ostatni dom po lewej (film 2009)
Ostatni dom po lewej (ang. The Last House on the Left) − amerykański horror z 2009 roku w reżyserii Dennisa Iliadisa. Film jest remakiem słynnego horroru Wesa Cravena z 1972 o tym samym tytule.

## Fabuła
Mari wybiera się wraz z rodzicami na wakacje w odludne miejsce nad jeziorem, gdzie znajduje się ich drugi dom. Nie chcąc spędzać całego weekendu z rodzicami, Mari wraz z przyjaciółką i nowo poznanym znajomym postanawiają zatrzymać się w pobliskim motelu. Zabawa kończy się z chwilą, gdy do mieszkania chłopaka wkracza zbiegły z więzienia ojciec wraz ze swoim bratem i przyjaciółką. Rozpoczyna się walka o przeżycie, w której nie obowiązują żadne reguły. Przyjaciółka Mari − Paige, ginie z rąk bandyty, zaś ona sama, przerażona, zgwałcona i brutalnie pobita, ratuje się podejmując desperacką ucieczkę. Dziewczyna nie wie jednak, że napastnicy postanowią zatrzymać się podczas ulewnej nocy w domu jej rodziców. Przeznaczenie sprawi jednak, że to przestępcy zaczną wkrótce przeklinać dzień, w którym przybyli do Ostatniego Domu Po Lewej.

## Obsada
- Tony Goldwyn – John Collingwood
- Monica Potter – Emma Collingwood
- Sara Paxton – Mari Collingwood
- Martha MacIsaac – Paige
- Spencer Treat Clark – Justin
- Riki Lindhome – Sadie
- Garret Dillahunt – Krug
- Joshua Cox – Giles
- Aaron Paul – Francis
- Michael Bowen – Morton
- Usha Khan – pokojówka